# Comuna de Dobrzany
Dobrzany (polaco: Gmina Dobrzany) é uma gminy (comuna) na Polónia, na voivodia de Pomerânia Ocidental e no condado de Stargardzki.
De acordo com os censos de 2005, a comuna tem 5.134 habitantes, com uma densidade 38,0 hab/km².

## Área
Estende-se por uma área de 135,12 km².

## Demografia
Dados de 30 de Junho 2004:
|                      | Total   | Total | Mulheres | Mulheres | Homens  | Homens |
| -------------------- | ------- | ----- | -------- | -------- | ------- | ------ |
|                      | pessoas | %     | pessoas  | %        | pessoas | %      |
| População            | 5134    | 100   | 2545     | 49,6     | 2589    | 50,4   |
| Densidade (pop./km²) | 38      | 100   | 18,8     | 18,8     | 19,2    | 19,2   |

De acordo com dados de 2002, o rendimento médio per capita ascendia a 1427,64 zł.